# Rune Beckman
Rune Georg Beckman, född den 7 januari 1926 i Brunskogs församling, Värmlands län, död den 6 maj 2011 i Karlstad, var en svensk ämbetsman. 
Beckman avlade filosofie kandidatexamen vid Uppsala universitet 1954. Han blev amanuens i Finansdepartementet samma år, byråchef där 1962 och kansliråd 1964. Beckman blev planeringsdirektör vid länsstyrelsen i Värmlands län 1972, byråchef där samma år samt länsråd och landshövdingens ställföreträdare där 1979. Han publicerade skrifter i nationalekonomi, bland vilka märks Sveriges ekonomi (tillsammans med Erik Westerlind, 5:e upplagan 1967). Beckman vilar på Brunskogs kyrkogård.